# Municipio Omereque
Das Municipio  Omereque (Quechua Umiriqi munisipyu) ist ein Verwaltungsbezirk im Departamento Cochabamba im südamerikanischen Andenstaat Bolivien.

## Lage im Nahraum
Das Municipio Omereque ist eines von drei Municipios der Provinz Narciso Campero. Es grenzt im Südwesten an das Municipio Aiquile, im Südosten an das Municipio Pasorapa, im Nordosten an das Departamento Santa Cruz und im Norden und Nordwesten an die Provinz Carrasco.
Der zentrale Ort des Municipios ist Omereque mit 1335 Einwohnern (Volkszählung 2012) im mittleren Teil des Municipios.

## Geographie
Das Municipio Omereque liegt zwischen den Gebirgsketten der Cordillera Oriental und der Cordillera Central. Das Klima ist geprägt durch ein typisches Tageszeitenklima, bei dem die Temperaturschwankungen zwischen Tag und Nacht größer sind als zwischen den Jahreszeiten.
Die Jahresdurchschnittstemperatur der Region liegt bei etwa 20 °C (siehe Klimadiagramm Omereque), wobei die Monatsdurchschnittswerte zwischen 17,5 °C im Juli und 22 °C von Oktober bis Februar schwanken. Der Jahresniederschlag liegt bei 500 mm, mit einer ausgeprägten Trockenzeit von April bis Oktober mit Monatswerten unter 20 mm, und einer kurzen Feuchtezeit von Dezember bis Februar mit monatlich etwa 100 mm.

## Bevölkerung
Die Einwohnerzahl ist zwischen 1992 und 2024 um mehr als ein Drittel angestiegen:
| Jahr | Einwohner | Quelle       |
| ---- | --------- | ------------ |
| 1992 | 4951      | Volkszählung |
| 2001 | 6071      | Volkszählung |
| 2012 | 5800      | Volkszählung |
| 2024 | 6678      | Volkszählung |

Die Bevölkerungsdichte des Municipios bei der letzten Volkszählung von 2024 betrug 7,6 Einwohner/km², der Anteil der städtischen Bevölkerung ist 0,0 Prozent. Die Lebenserwartung der Neugeborenen lag im Jahr 2001 bei 63,0 Jahren.
Der Alphabetisierungsgrad bei den über 19-Jährigen beträgt 74,5 Prozent, und zwar 84,4 Prozent bei Männern und 63,4 Prozent bei Frauen (2001).

## Politik
Ergebnis der Regionalwahlen (concejales del municipio) vom 4. April 2010:
| Wahl- berechtigte |  | Wahl- beteiligung | gültige Stimmen |  | MAS-IPSP | MSM    |
| ----------------- |  | ----------------- | --------------- |  | -------- | ------ |
| 2.411             |  | 2.024             | 1.542           |  | 1.262    | 280    |
|                   |  | 83,9 %            | 76,2 %          |  | 81,8 %   | 18,2 % |

Ergebnis der Regionalwahlen (elecciones de autoridades políticas) vom 7. März 2021:
| Wahl- berechtigte |  | Wahl- beteiligung | gültige Stimmen |  | MAS-IPSP | SÚMATE  | SOMOS  | MTS    | FPV    | UNIDOS.CBBA | PAN-BOL |
| ----------------- |  | ----------------- | --------------- |  | -------- | ------- | ------ | ------ | ------ | ----------- | ------- |
| 3.258             |  | 2.744             | 2.323           |  | 1.841    | 361     | 31     | 26     | 16     | 15          | 15      |
|                   |  | 84,22 %           | 84,66 %         |  | 79,25 %  | 15,54 % | 1,33 % | 1,12 % | 0,69 % | 0,65 %      | 0,65 %  |

## Gliederung
Das Municipio Omereque untergliederte sich bei der letzten Volkszählung von 2012 in die folgenden vier Kantone (cantones):
- 03-0203-01 Kanton Omereque – 25 Ortschaften – 4593 Einwohner
- 03-0203-02 Kanton Chari Chari – 2 Ortschaften – 116 Einwohner
- 03-0203-04 Kanton Huanacuni Grande – 7 Ortschaften – 577 Einwohner
- 03-0203-06 Kanton Perereta – 5 Ortschaften – 514 Einwohner

## Ortschaften im Municipio Omereque
- Kanton Omereque
  - Omereque 1335 Einw. – Esmeralda 498 Einw.

- Kanton Chari Chari
  - Peña Colorada 376 Einw.